# Dangerous Rhythm (canción)
«Dangerous Rhythm» es el primer sencillo realizado por la banda de new wave Ultravox!, y lanzado por Island Records el 4 de febrero de 1977. Sin embargo, no fue el primer sencillo de la banda en sí, ya que en 1975, ésta había lanzado el sencillo Ain't Misvehavin' , con otro nombre, Tiger Lily. Dangerous Rhythm fue producido por la banda, el ex-Roxy Music Brian Eno y Steve Lillywhite.
En ese entonces, la banda estaba liderada por el cantante John Foxx, más tarde solista de música electrónica. Pasarían dos años para que Midge Ure, en ese entonces en Slik, ingrese a la banda, reemplazándolo, para lograr el éxito discográfico a comienzos de la década de 1980.

## Contenido

### Cara A
- «Dangerous Rhythm» (D. Leigh)

### Cara B
- «My Sex» (C. Allen/D. Leigh/W. L. Currie)